# Plattlinger Mühlbach
Der Plattlinger Mühlbach, auch Linker Plattlinger Mühlbach ist ein etwa 5,6 Kilometer langer Mühlkanal  linksseitig  der Isar in Niederbayern.
Entsprechend dem „Verzeichnis der Bach- und Flussgebiete in Bayern“ beginnt der Plattlinger Mühlbach am Zusammenfluss von Längenmühlbach und Laillinger Bach und ist 6,68 Kilometer lang. Bei Flusskilometer 10,425 besteht eine Ausleitung der Isar in den Plattlinger Mühlbach. Die ersten 500 Meter des Verlaufs sind auf Gebiet der Gemeinde Aholming, anschließend durch die Gemarkungen Pielweichs, Plattling und Pankofen der Stadt Plattling bis zur Mündung kurz vor Schiltorn in einen Isararm. Der Plattlinger Mühlbach ist ein Gewässer III. Ordnung.

## Geschichte
Am Plattlinger Mühlbach liegt die Pankofener Mühle (Lage), die von 1837 bis 2007 in Betrieb war. Die Fallhöhe an der Mühle betrug rund zwei Meter. An dieser Stelle ist auf dem Urpositionsblatt der Name Reisingermühle vermerkt:
Vor dem Bau des Wasserkraftwerks Pielweichs erfolgte die Anbindung des Kanals an die Isar und die Durchleitung unter dem Deich etwa bei Flusskilometer 10,75. Später wurde beides rund 300 Meter flussabwärts in das Unterwasser der neu gebauten Staustufe verlegt. Dazu wurde in der Nähe der Kirche St. Stephan in Pielweichs ein neuer Stichkanal mit Siel zur Isar geschaffen.
Ab 1905 bestand in Plattling eine Badeanstalt am Mühlbach, dort wurde 1967 das Plattlinger Freibad eröffnet.